# کتابخانه محقق طباطبایی
این بنیاد در سال ۱۳۷۵ هجری شمسی در قم تأسیس شده و دربردارنده منابع تخصصی در حوزه تراجم و رجال، کتابشناسی و نسخ خطی است. این بنیاد بر پایه تحقیقات و میراث مکتوب محقق طباطبائی که از کتابشناسان برجسته ایران بود تأسیس شده است. مؤسس این بنیاد فرزندش سید علی طباطبایی یزدی است و با ریاست او اداره می‌شود.

## بخش‌های بنیاد

### مخزن کتاب‌های چاپی
کتابخانه محقق طباطبایی دارای بیش از دوازده هزار جلد کتاب چاپی به زبان عربی و فارسی در زمینه‌های مختلف علوم مانند علوم قرآن و تفسیر، تاریخ، تراجم و رجال، حدیث، فقه، اصول، ادبیات، کتابشناسی و فهارس نسخ خطی می‌باشد.
بخش عمده‌ای از این کتاب‌ها آن کتابهایی را تشکیل می‌دهند که در زمینه تخصصی محقق طباطبایی بوده و منابع آثار ایشان را تشکیل می‌دهند، یعنی کتابشناسی و تراجم و حدیث و اغلب این کتاب‌ها به زبان عربی می‌باشند.
خصوصیات این کتاب‌ها که سبب شده‌است این کتابخانه را از کتابخانه‌های کوچک و بزرگ دیگر ممتاز کند و اعتبار علمی کتابخانه را افزایش دهند عبارتند از: ۱ـ محل نشر و چاپ بسیاری از آن‌ها در کشورهای خارجی مانند لبنان، سوریه، عربستان، مصر، یمن، ترکیه، هند، آلمان و ... می‌باشد. ۲ـ تاریخ چاپ تعداد زیادی از آن‌ها قدیم و از این رو کمیاب می‌باشند. ۳ـ بیشتر کتاب‌های حدیثی، رجالی، فهارس نسخ خطی و کتابشناسی‌ها لبریز از حواشی و تعلیقات دقیق و سودمند آن مرحوم می‌باشند. همچنین ایشان فهرستگونه‌ای از مطالب عمده و قابل تأمل درباره تاریخ اسلام و تشیع و معصومین در برگ اول هر کتاب یادداشت نموده‌است تا پژوهشگران تاریخ تشیع بتوانند به آسانی از آن بهره گیرند.

### بخش نسخ عکسی
محقق طباطبایی در طی سفرهای خود در راستای احیای متون کهن اسلامی، به اقصی نقاط جهان، از جمله سفرهای متعدد به ترکیه، سوریه، عربستان، انگلستان، آمریکا و... با مراجعه به کتابخانه‌های آن‌ها یا به سفارش دوستان از کتابخانه‌هایی همچون: کتابخانه احمد ثالث، ایاصوفیا، لاله لی، کوپریلی، فیض الله افندی، ولی الدین جارالله و قلیچ علی پاشا در ترکیه، کتابخانه‌های موزه بریتانیا و بادلیان آکسفورد و موزه هند در انگلستان، کتابخانه ظاهریه دمشق، کتابخانه دانشگاه ریاض عربستان، کتابخانه بلدیه اسکندریه در مصر، کتابخانه جامع کبیر صنعاء در یمن، کتابخانه چستربیتی در ایرلند، کتابخانه ملی پاریس، کتابخانه فاطریه لکهنو، کتابخانه آصفیه در حیدرآباد دکن و تحقیق فراوان در دست نوشته‌های موجود در آن کتابخانه‌ها، پس از دستیابی به نسخه‌های ارزشمند این کتابخانه‌ها، از آن‌ها عکسبرداری کرده و جهت استفاده خود و محققین دیگر به ایران آورده‌اند، تعداد این نسخه‌ها در کتابخانه ایشان به ۳۲۰ نسخه میرسد.

### بخش میکروفیلم‌ها
این بخش نیز به همان ترتیبی که در بخش نسخ عکسی شرح داده شد، طی تلاش پی گیر محقق طباطبایی از کتابخانه‌های مختلف جمع‌آوری شده‌است و حاوی حدود سیصد حلقه میکروفیلم می‌باشد. بسیاری از میکروفیلم‌های موجود در کتابخانه حاوی مجموعه‌ای از نسخه‌های خطی است و بنابراین تعداد عناوین موجود در این بخش به ۷۰۰ عنوان میرسد.
کتابخانه محقق طباطبایی توانسته‌است با پیاده کردن میکروفیلم‌ها به شکل نسخه‌های عکسی، و تهیه فهرست تفصیلی از این میکروفیلم‌ها، دسترسی به این منابع را برای محققان آسانتر کند. فهرست این بخش، در انتهای جلد سوم یادنامه محقق طباطبایی (المحقق الطباطبائی فی ذکراه السنویة الأولی) به قلم آقای محمود طیار مراغی منتشر شده‌است.

بخش اسناد
در بنیاد محقق طباطبائی مجموعه بزرگی از اسناد برجای‌ماندۀ صاحب عروة الوثقی مرحوم آیة الله سید محمدکاظم طباطبائی یزدی نگهداری می‌شود که شامل اسناد فقهی وا ستفتائات، مکاتبات سیاسی، عریضه‌های اجتماعی و... است. این مجموعه همه دیجیتالی شده و از این مجموعه حدود یک هزار قطعه سند فهرستنگاری شد و به صورت کتاب درآمده است.

### بخش تحقیق و احیاء آثار
این بخش از کتابخانه با بهره‌گیری از محققین و فرهیختگان عالم کتابشناسی و رجال، در راستای احیاء دستنوشته‌ها و یادداشتهای محقق طباطبایی میکوشد تا با آماده‌سازی و تصحیح و تکمیل آثار به جای مانده از آن دانشمند بزرگ، محصول یک عمر تلاش بی‌وقفه و پژوهش دقیق و علمی او را منتشر ساخته و به دنیای تحقیقات اسلامی ارائه کند. فهرستی از آثار بر جای مانده ایشان در بخش آثار در سایت کتابخانه ارائه شده.

### بخش IT و بانک اطلاعاتی بنیاد
این بخش از بنیاد با بنیان‌گذاری یک دیتابیس (بانک اطلاعاتی) دقیق و پیشرفته و با استفاده از فناوری کامپیوتری در جهت مدیریت اطلاعات، میکوشد تا میراث بر جای مانده محقق طباطبایی را (شامل فیش‌های تحقیقاتی مستدرک الذریعه ـ کتاب‌های تحقیقی و تصحیحات متون کهن، یادداشتهای پراکنده و تعلیقات و حواشی بر کتاب‌های کتابخانه) را به صورت رکوردهای اطلاعاتی ثبت کند تا به صورت آنلاین و بر روی لوح فشرده در اختیار عموم محققان قرار گیرد.

کنفرانس‌های علمی
بنیاد محقق طباطبائی بخشی از فعالیت خود را برای برگزاری کنفرانس‌های علمی اختصاص داده است. تا کنون چند مجموعه از کنفرانس‌ها توسط محققان و اساتید برگزار شده است که با استقبال جامعۀ علمی ایران روبرو شده است. مجموعۀ «مجالس کاتبان» به موضوعات پژوهشی در زمینه‌های میراث مکتوب شیعی می‌پردازد و مجموعۀ «مجالس اهل کتاب» بر محور کتاب‌های چاپ شده یا در شرف چاپ است که معمولاً سخنرانی آنها بر عهده پدیدآورندگان کتابهاست. در این کنفرانس‌ها از چهره‌های علمی و پژوهشی این حوزه مانند دکتر احمد خامه‌یار، علی بهرامیان، رسول جعفریان، آیة‌الله سید جواد شبیری زنجانی، آیة الله یوسفی اشکوری، محمد اسفندیاری، دکتر کازوئو موری‌موتو، دکتر محمد سوری، آیة‌الله سید علی شهرستانی، دکتر اسماعیل گیبادولین، مرتضی کریمی‌نیا  وبسیاری دیگر سخنرانی کرده‌اند و هرچند در تالار بنیاد که به عنوان «تالار میرزا عبدالله افندی» شناخته می شود برگزار می‌شوند 

درس‌های بنیاد محقق طباطبائی
در این مجموعه درس‌ها، تا کنون بیش از یکصد مجلس درس الغدیر و درس نهج البلاغه بوده که توسط سید محمد طباطبائی ارائه شده و درس «بررسی کلامی خطبۀ پیامبر در روز غدیر» بوده که توسط امیر تقدمی ارائه شده است. 
انتشارات بنیاد
اولویت بخش انتشارات، چاپ و نشر آثار محقق طباطبائی است اما در این میان آثاری که انتشار آنها به هر دلیل در گرو فعالیت این بنیاد بوده است نیز منتشر شده است. از جمله آثاری که تا کنون در این انتشارات منتشر شده می‌توان به این عناوین اشاره کرد:
- المقاصد العلیة، اثر چاپ‌نشده‌ای از علامه امینی، به همت احمد امینی نجفی، با تصحیح سید محمد طباطبائی
- ترجمۀ المقاصد العلیة،  با ترجمۀ فارسی بشری طباطبائی یزدی، با همکاری انتشارات نبأ.
- امین شریعت، دربارۀ علامه امینی، به کوشش عبدالحسین طالعی و سید علی طباطبائی یزدی
- چاپ فاکسیمیله نسخۀ خطی صحیفۀ سجادیه به خط کفعمی با مقدمۀ سید محمدحسین حکیم،با همکاری کتابخانۀ ملی
- چهار مقاله دربارۀ صحیفه سجادیه، به کوشش سید محمدحسین حکیم و سید علی طباطبائی یزدی
- فضائل أمیرالمؤمنین علیه السلام، اثر احمد بن حنبل، به تصحیح و تحقیق سید عبدالعزیز طباطبائی
- مختارات من مخطوطات ترکیا، فهرست منتخب نسخه‌های خطی کتابخانه‌های ترکیه، تألیف سید عبدالعزیز طباطبائی، با همکاری کتابخانه مجلس شورای اسلامی